# Diggins (Missouri)
Diggins è un villaggio degli Stati Uniti d'America, situato nello Stato del Missouri, nella contea di Webster.